# Búrok
A búrok főleg holland és flamand, kisrészt hugenotta (francia), német és fríz származású telepesek összeolvadásából létrejött etnikai csoport, akik a 17. századtól Dél-Afrikában telepedtek le. A „búr” szó a holland boer, azaz „paraszt” szóból származik. A búr telepesek a holland nyelvből kialakult afrikaans nyelvet beszélik, amelybe a többi etnikum nyelvének elemei is beépültek, de hatással volt rá a helyi, dél-afrikai bennszülöttek nyelve is. Mai afrikaans nyelvű leszármazottaik az afrikánerek.

## Történelem

### A népcsoport
A Holland Kelet-indiai Társaság 1652-ben létesített gyarmatot Dél-Afrikában, megalapítva a mai Fokvárost. Ezt a francia polgári forradalom során, 1795-ben az angolok elfoglalták, majd 1806-ban, a napóleoni háborúk során bekebelezték.
A 18-19. században Dél-Afrikába bevándorló búrok protestáns, zömében református vallású holland, illetve fríz nyelvű telepesek voltak. Más részük francia hugenotta vagy francia származású holland protestáns volt, akiket a katolikus királyok kényszerítettek Németalföldre. Emellé bizonyos mértékig németek is alkották a búrok elődeit, de ugyanakkor a mai Belgium területéről, a hollandokkal azonos gyökerű flamandok földjéről is érkeztek telepesek. Mivel a flamandok többsége katolikus volt és nem csatlakoztak vallási alapon a Spanyol Németalföldből kiváló kálvinista tartományokhoz, az ott élő kálvinisták többsége elhagyni kényszerült Flandriát, ahogy a katolikusok a kálvinista tartományokat. A flamandok mellett kisebb német, svájci és skandináv telepescsoprtok is csatlakoztak hozzájuk. Ezek összeolvadásaképpen a nyelvükben ötvöződtek a holland mellett a francia, német és fríz elemek, amelyekre az afrikai bennszülöttek nyelvei is hatással voltak, így alakult ki a búr nyelv.
Az 1830-as évektől a brit bevándorlás hatására észak-északkeleti irányban tovább vándorolva elhagyták a partvidéket és megalapították államaikat: Oranje Szabadállamot, Transvaal Köztársaságot és Natalt (mindhárom a mai Dél-afrikai Köztársaság területén található).
A brit gyarmatosítók a búr háborúk (1880-81 és 1899-1902) során legyőzték a búrokat. A háború folyamán, hogy megtörjék az ellenállást, felégették a búr farmokat, a nőket és a gyermekeket pedig koncentrációs táborokba zárták. Innen került köztudatba a búr "koncentrációs láger/ tábor" kifejezés. A legyőzöttek egy része elhagyta az országot. Az életben maradtakat ezután háttérbe szorították a közéletben, döntő többségük vidéki birtokára visszavonulva gazdálkodással foglalkozott. A 20. század elején Dél-Afrika brit dominiumi rangot kapott, és a Brit Nemzetközösség tagja lett.

### A nyelv
Nyelvtörténeti szempontból az afrikaans a holland származéknyelve, mely a Fokföldön alakult ki a 17–18. században. Helyesírását, szókincsét a kor holland köznyelve határozta meg, azonban az idők folyamán számos szomszédos afrikai nyelv, valamint a német, fríz és francia telepesek nyelvjárásai is hatottak rá.
Az első búr közösség létrejöttével alakultak ki a nyelvjárások, de az első írásos búr nyelvű anyagról csak 1795-től van ismerete a nyelvészeknek. Hosszú ideig mindenhol az éppen adott nyelvjárás dominált, egységes sztenderd nyelvről a 19. század második feléig nem beszélhetünk. A korai írott szövegeket még holland helyesírással írták. 1862-ben tankönyvet, majd 1875-ben a Genootskap vir Regte Afrikaners („Az igazi afrikánerek társasága”) nyelvtant és szótárt jelentett meg Fokvárosban, ezzel megszületett a búr irodalmi nyelv. A második búr háborúig a két búr állam hivatalos nyelve volt. A búr államoknak Dél-Afrikába való beolvasztásával megszűnt a hivatalos státusza a főbb intézményekben, egészen 1925. május 8-ig, amikor is a Dél-Afrikai Unió egyik hivatalos nyelve lett (előzőleg az ország területén a hollandot használták hivatalos nyelvként).

### Búr államok
A 19. század folyamán a búr telepesek több kisebb-nagyobb köztársaságot szerveztek, ezek közül 3 jelentősebb állam emelkedett aztán ki, amely a kisebb államalakulatokat beolvasztotta:
Elsőként alakult meg 1839-ben a Natal Köztársaság, amely Afrika kontinensének délkeleti partján, az Indiai-óceán mentén alakult ki. Fővárosa Pietermaritzburg lett. A voortrekkerek által alapított állam azonban rövid életű volt, ugyanis a britek hamarosan szemet vetettek a tekintélyes méretű gyarmatra és annektálták azt.
Az Oranje Szabadállam egy független búr köztársaság volt Dél- Afrikában a 19. század második felében, majd brit gyarmat, és tartomány a Dél-afrikai unióban. Fővárosa Bloemfontein lett. Fontos szövetséges állam volt a szintén búr Transvaal Köztársaság. Az ország megalapítását máig beárnyékolja, hogy a búrok szabályos irtóhadjáratokat szerveztek a fekete őslakosság ellen a területek megszerzésére: felégették a közösségeiket és sokukat internáló táborokba gyűjtötték. A második búr háború után az állam területén a Dél-afrikai Unió Free State tartománya jött létre. A búr felkelés (1914-1915) idején a lázadók a búr függetlenség visszaállítását kívánták elérni, de nem két külön köztársaságban. Ehelyett Oranje és Transvaal egységével próbálták megalakítani Dél-Afrikai Köztársaság néven.
Transvaal területén rengetegszer folytak háborúk a legelsők talán azok voltak, amelyeket a Venda és a Sotho népek vívtak. 1817-ben Shaka, egy zulu király megszállta a régiót. A gyenge fegyverzettel rendelkező zulukat igen könnyű volt elmozdítani annak érdekében, hogy a bevándorló telepesek kolóniákat hozhassanak létre. Az 1830-as 40-es években megérkeztek a telepesek, akik könnyűszerrel elűzték a földjüket védő zulukat. A zulukkal, busmanokkal és fekete törzsekkel szemben a búrok véres kézzel léptek fel: tudatosan szervezték akciókat a fekete bennszülöttek megölésére, földjeik megszerzésére. Még internáló táborokat (lágereket ) is felállítottak (később ugyanezt kapták vissza a második búr háborúban). Kis időn belül több búr köztársaságot létrehoztak. Ekkor még teljesen függetlenek voltak, mindenféle külföldi ellenőrzés nélkül. A transvaali államot 1856-ban szervezték meg, első elnöke Marthinus Wessel Pretorius volt. 1877-ben ismét megerősödtek a zuluk, és régi területeik visszafoglalására készültek. Ezt látva Nagy-Britannia annektálta a búr államokat. Ezzel azt akarták elérni, hogy a búrok a szövetségest lássák meg bennük, de a búrok nem tűrték semmilyen idegen hatalom rabigáját. Ezért 1880-ban fellázadtak az angolok ellen, és kitört az első búr háború. Bár ezt a konfliktust az afrikánerek még sikeresen megnyerték, az 1899-ben kitörő második búr háború során végül brit fennhatóság alá kerültek.
Egyéb búr államok: Swellendami Köztársaság, Graaff-Reineti Köztársaság, Klein Vrystaat, Kliprivieri Köztársaság, Lydensrusti Köztársaság (Upingtonia), Lydenburgi Köztársaság, Potchefstroomi Köztársaság, Winburgi Köztársaság (utóbbi kettő korábban Winburg–Potchefstroom néven alkotott államszövetséget), Stellaland, Goosen (e kettőből létrejött utóbb a Egyesült Stellalandi Államok nevű formáció), Utrechti Köztársaság, Új Köztársaság (Nieuwe Republiek), Zoutpansbergi Köztársaság

### Híres búrok
- Paul Kruger
- Piet Joubert
- Christiaan de Wet
- Louis Botha
- Jan Christiaan Smuts
- Marthinus Wessel Pretorius
- Martinus Theunis Steyn

### Történelmi búr városok
- Johannesburg
- Pretoria
- Durban
- Bloemfontein
- Pietermaritzburg
- Volksrust

### Mai leszármazottaik
A dél-afrikai lakosságnak korábban 20%-át alkotó, de mára csupán 10%-át kitevő, és korábban az ország gazdaságát irányító fehér lakosság többsége (kb. 60%-a) ma is búr származású, afrikaans nyelvű.
Az 1994-es rendszerváltásig mintegy 2,5 millió ember volt búr származású afrikáner. Az 1994-es rendszerváltás után azonban az elharapózó bűnözés hatására kb. 1 millió fehér, köztük kb. 600 000 afrikáner hagyta el Dél-Afrikát. Így a búr származásúak aránya a dél-afrikai összlakosságban jelentősen csökkent. Egyes kutatók szerint a dél-afrikai búrok ellen népirtás folyik.
2013-ban több búr azt nyilatkozta, hogy elnyomják őket. Kevesen jutnak el magasabb politikai pozícióba.

## Képgaléria

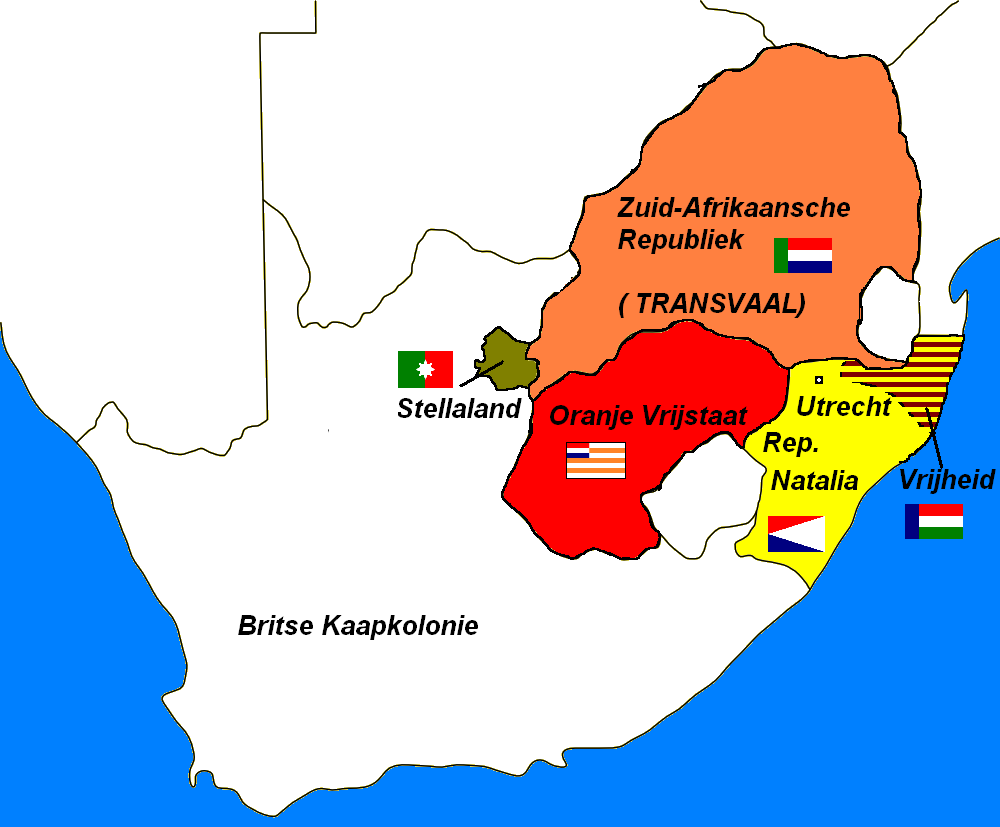
A három búr köztársaság a 19. században
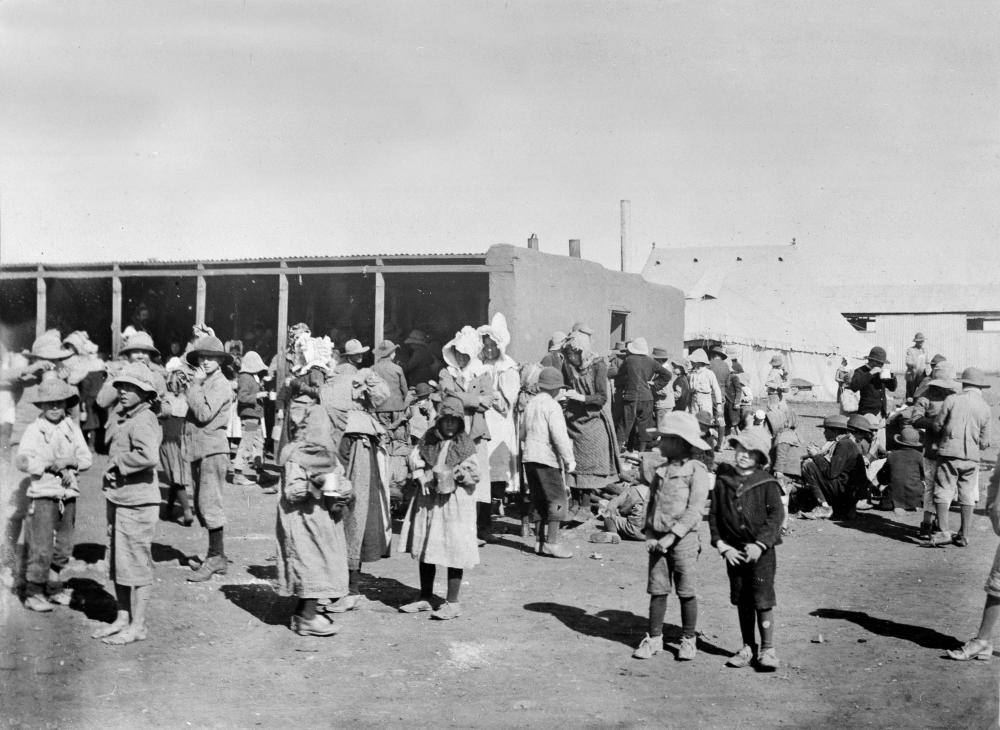
Koncentrációs tábor 1900 körül